# 弗雷登斯堡市鎮
弗雷登斯堡市鎮（丹麥語：Fredensborg Kommune）是丹麥的一個市鎮，位於西蘭島東北部，東隔厄勒海峽與瑞典相望。屬首都大区。面積112.08平方公里，2009年人口39,254人。行政中心为科克代爾。
2007年1月1日由卡勒博和弗雷登斯堡-胡姆勒拜克兩個市鎮合併而成。